# ヌル・スフヤニ・モハメド・タイビ
ヌル・スフヤニ・モハメド・タイビ（Nur Suryani Mohd Taibi 1982年9月24日- ）はマレーシアの射撃選手。
2012年のロンドンオリンピックの射撃競技、10mエアライフルに妊娠8ヶ月で出場した。順位は34位であった。
オリンピック前に妊娠を知った際には、オリンピック出場を一時あきらめかけたが、出場権獲得後、やりぬくべきと考えるようになった。